# Echinopodium munroei
Echinopodium munroei är en tvåvingeart som beskrevs av Duret 1976. Echinopodium munroei ingår i släktet Echinopodium och familjen svampmyggor. Inga underarter finns listade i Catalogue of Life.